# Varanus yemenensis
Varanus yemenensis là một loài thằn lằn trong họ Varanidae. Loài này được Böhme, Joger & Schätti mô tả khoa học đầu tiên năm 1989.